# 22291 Heitifer
22291 Heitifer è un asteroide della fascia principale. Scoperto nel 1989, presenta un'orbita caratterizzata da un semiasse maggiore pari a 3,1856090 UA e da un'eccentricità di 0,1265903, inclinata di 17,73976° rispetto all'eclittica.